# Королівська змія коралова
Королівська змія коралова (Lampropeltis zonata) — неотруйна змія з роду Королівська змія родини Вужеві. Інша назва «каліфорнійська гірська королівська змія».

## Опис
Загальна довжина коливається від 60 см до 1 м. Голова дещо витягнута, морда тупа. Тулуб масивний та стрункий. Забарвлення складається з чорних і білих чергуються кілець. У більшості випадків чорні кільця розсічені надвоє червоною смугою, яка може замикатися на череві, але буває й не замкнутою. Типова забарвлення більшості підвидів представлена наступним набором смуг, що чергуються: чорна - червона - чорна - біла - чорна. У деяких підвидів червоний відсутній, малюнок представлений лише чорними та білими смугами. Верхня сторона голови чорна з білою поперечною смугою або плямами з боків. На морді присутні червоні плями.

## Спосіб життя
Полюбляє гірську місцину. Зустрічається на висоті до 2400 м над рівнем моря. Активна вночі. Харчується ящірками, гризунами, зміями, птахами та їх яйцями. 
Це яйцекладна змія. Самиця відкладає до 20 яєць.

## Розповсюдження
Мешкає від півночі півострова Каліфорнія (Мексика), через штат Каліфорнія до півдня Орегона (США). Ізолювання північна популяція мешкає на півдні штату Вашингтон (США).